# Название испанского языка
Исторически в испанском языке сложилось два названия самого испанского языка: español («испанский») и castellano («кастильский»), используемых довольно широко. Вопрос о правомерности или предпочтении использования того или иного термина для обозначения языка в целом не получил однозначного разрешения до настоящего времени как в самой Испании, так и в испаноязычном сообществе.

## Позиция Королевской академии испанского языка
В Испании официальным регулятором испанского языка является Королевская академия испанского языка, устанавливающая общие правила использования языка, которая с XVIII века до 1923 года для обозначения языка использовала термин castellano, а с 1923 года использует термин lengua española. Эта терминология не является обязательной для других академий — членов Ассоциации академий испанского языка.
Словарь Diccionario Panhispánico de Dudas 2005 года (сборник типичных ошибок и разночтений испанского языка), который является совместной разработкой 22 академий испанского языка, содержит следующую формулировку:

Для того, чтобы обозначить общий язык Испании и многих народов Америки, а также народов других частей света, «являются допустимыми castellano и español». Полемика, какой из этих терминов более приемлем, нецелесообразна. […] Хотя это синоним слова español, термин castellano предпочтительнее использовать для обозначения диалекта средневекового королевства Кастилии, а также диалекта испанского языка, используемого в настоящее время в этом регионе.
Оригинальный текст (исп.) Para designar la lengua común de España y de muchas naciones de América, y que también se habla como propia en otras partes del mundo, son válidos los términos castellano y español. La polémica sobre cuál de estas denominaciones resulta más apropiada está hoy superada. [...] Aun siendo sinónimo de español, resulta preferible reservar el término castellano para referirse al dialecto románico nacido en el Reino de Castilla durante la Edad Media, o al dialecto del español que se habla actualmente en esa región.

Таким образом, хотя оба термина правомерны в испанском языке, использование термина español рекомендуется для языка в целом. Тем не менее фактический выбор терминов обусловлен многими факторами.

## Использование названий языка в испаноязычных странах

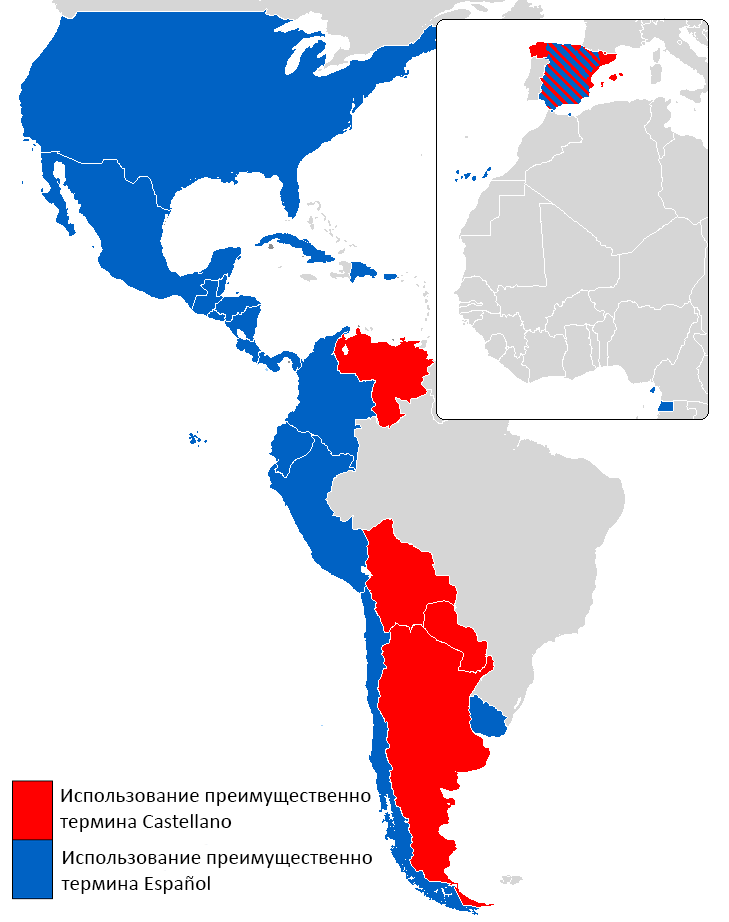
География использования терминов castellano и español

Испаноязычные страны не отличаются единством позиции в отношении названия языка. Некоторые страны зафиксировали на уровне конституций использование терминов castellano или español, другие не считают это целесообразным. Соответствующие списки стран приводятся ниже.

### Страны, в конституциях которых используется терминcastellano
- Боливия: Конституция 1994 года упоминает castellano в прошлом; в образовательных учреждениях, как правило, используется термин castellano, а вариант español чаще встречается в повседневном общении.
- Колумбия: Конституция Колумбии 1991 года использует термин castellano в качестве определения официального языка государства: «El castellano es el idioma oficial de Colombia».
- Эквадор
- Сальвадор
- Парагвай
- Перу
- Филиппины: филиппинцы обычно используют терминологию на основе castilla или castellano: kastila (филиппинский язык) и kastilaon/katsila (бисайские языки). В то же время используется вариант espanyol, в повседневном общении термины kastila/katsila используются для обозначения как испанского языка, так и граждан Испании.
- Испания: согласно статье 3 Конституции Испании 1978 года, «El castellano es la lengua española oficial del Estado». Другие языки Испании могут быть официальными в автономных сообществах, согласно их Статутам[англ.][2][3].
- Венесуэла

### Страны, в конституциях которых используется терминespañol
- Коста-Рика
- Гватемала
- Гондурас
- Никарагуа
- Панама

### Страны, в конституциях которых не упоминается название языка
- Аргентина
- Чили
- Куба
- Доминиканская республика
- Мексика
- Уругвай